# زاک
روستای زاک در دهستان درزاب و در ۶ کیلومتری شمال شهر طوس واقع شده‌است. فاصله این روستا از مشهد حدود ۳۶ کیلومتر می‌باشد. تقریباً ۶۰۰ خانوار در آن ساکن بوده و جمعیت ساکن در روستا بین ۲٬۸۰۰ تا ۳٬۵۰۰ نفر برآورد می‌شود. شغل غالب مردم کشاورزی و دامپروری است و بیشتر به کشت محصولاتی مانتد گندم و جو و زعفران و چغندر قند و گوجه اشتغال دارند. مسجد قدیمی این روستا که دارای ارزش باستانی بود در سال‌های اخیر تخریب و مسجد جدیدی در محل آن بنا شد. حمام خزینه‌ای در سال‌های دور مورد استفاده قرار می‌گرفت که در نوع خود بی نظیر بوده و تاریخی و بسیار بزرگ و اکنون اثری از آن نیست . این روستا دارای حدوداً 10000باغ ویلای خصوصی می‌باشد که  به منظور ییلاقی مورد استفاده قرار می‌گیرد. و طی چند سال گذشته خرید و فروش ملک و باغات تفریحی در این منطقه رشد داشته اند. 

## تاریخچه نام
این روستا در فاصله 7 کیلومتری از آرامگاه فردوسی و 8 کیلومتری دیوار تاریخی توس و 12 کیلومتری از روستای پاژ، زادگاه فردوسی، و 700 متری روستای ماریان واقع شده است. در گذشته، این منطقه - که شامل زاک و ماریان میباشد -، به نام  ضحاک ماردوش شناخته میشد و بعدها به نام روستای زاک و روستای ماریان تغییر یافت.   